# يوهان غوتفريد فون جوتنبرج
يوهان غوتفريد فون جوتنبرج (بالألمانية: Johann Gottfried von Guttenberg)‏ (و. 1645 – 1698 م) هو كاهن كاثوليكي ألماني، ولد في مارلوفشتآين، توفي في فورتسبورغ، عن عمر يناهز 53 عاماً.

## مناصب
تولى منصب أسقف كاثوليكي (منذ 29 ديسمبر 1686)
- مطران  [لغات أخرى]‏

.